# Melestora fusca
Melestora fusca är en kackerlacksart som beskrevs av Rocha e Silva 1964. Melestora fusca ingår i släktet Melestora och familjen Polyphagidae.
Artens utbredningsområde är Venezuela. Inga underarter finns listade i Catalogue of Life.